# Marine Raider Regiment
Le Marine Raider Regiment, anciennement connu sous le nom de Marine Special Operations Regiment (MSOR), est une force d'opérations spéciales du Corps des Marines des États-Unis, qui fait partie du Marine Corps Special Operations Command (MARSOC). Reprenant le nom des Marine Raiders de la Seconde Guerre mondiale, cette unité est la principale composante de combat du MARSOC, qui est la contribution du Marine Corps au Commandement des opérations spéciales des États-Unis (USSOCOM). 

## Histoire

### Les origines
Les Raiders d'aujourd'hui sont les héritiers des Marine Raiders de la Seconde Guerre mondiale. Les Marine Raiders étaient des unités d'élite établies par le Corps des Marines des États-Unis pour mener des opérations spéciales d'infanterie légère amphibie, en particulier en débarquant dans des canots pneumatiques et en opérant derrière les lignes. Les Raiders "d'Edson" du 1er Bataillon des Raiders des Marines et les "Raiders de Carlson" du 2e Bataillon des Raiders des Marines seraient les premières forces d'opérations spéciales des États-Unis à être formées et à combattre au cours de la Seconde Guerre mondiale,.

### Détachement MCSOCOM One
Les Marine Raiders d'aujourd'hui ont vu le jour pour la première fois grâce à un programme pilote appelé The Marine Corps Special Operations Command Detachment One (MCSOCOM Detachment One ou Det 1). Afin d'évaluer d'abord la valeur des forces d'opérations spéciales des Marines détachées de façon permanente au Commandement des opérations spéciales des États-Unis, une petite unité de 86 hommes commandée par le colonel Robert J. Coates, ancien commandant de la 1st Force Reconnaissance Company, a été créé le 19 juin 2003 et avait son quartier général à Camp Del Mar Boat Basin. En 2006, il a été dissous et remplacé par le Commandement permanent des opérations spéciales du Corps des Marines (MARSOC). Le Det One fut déployé en Irak avec des Navy SEALs du Naval Special Warfare Group 1 en 2004, des Marines du détachement ont pris part à la deuxième bataille de Fallujah. 

### Régiment d'opérations spéciales des Marines
En février 2006, le Marine Corps Special Operations Command (MARSOC) a été créé au Camp Lejeune en Caroline du Nord. Les 1er et 2e bataillons d'opérations spéciales marines ont été créés avec le groupe de conseillers d'opérations spéciales marines (MSOAG). La majorité du personnel de combat affecté aux deux bataillons provenait de la communauté de reconnaissance de la Marine Corps Force. En avril 2009, le MSOAG a réorganisé le Marine Special Operations Regiment qui a ensuite intégré un nouveau niveau de commandement en rendant les 1er et 2e MSOB subordonnés, et réorganisé les Marines opérationnels de MSOAG en tant que 3e Marine Special Operations Battalion. Chaque bataillon se compose de quatre compagnies et chaque compagnie se compose de quatre équipes d'opérations spéciales de quatorze marines. 

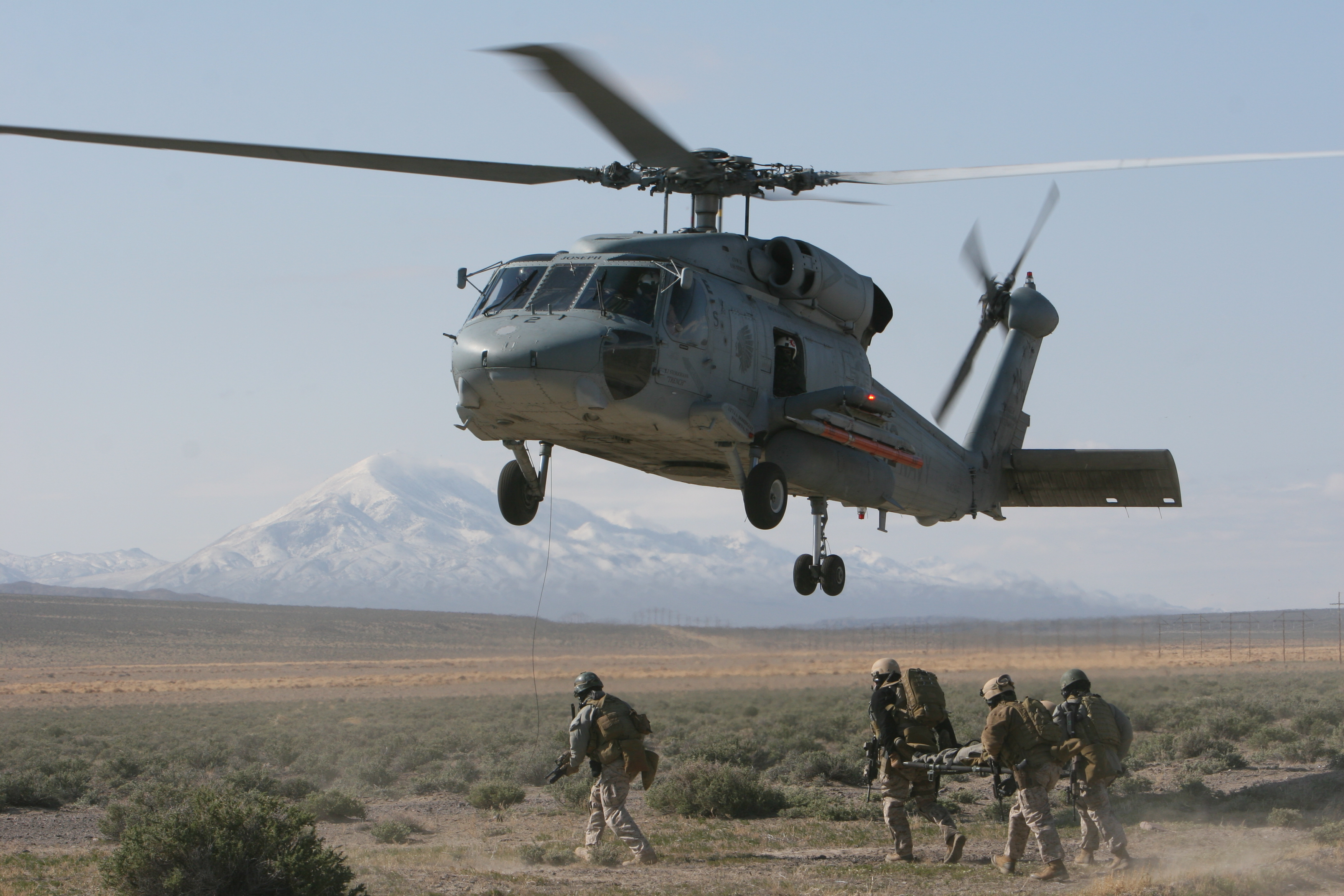
Un SH-60 Seahawk attend une évacuation médicale simulée.

L'unité de base des Raiders est l'équipe d'opérations spéciales des marines (MSOT) de quatorze hommes. Chaque MSOT de 14 hommes est organisé en trois éléments: un quartier général (QG) et deux escouades tactiques identiques. L'élément HQ comprend un chef d'équipe d'officier des opérations spéciales (SOO / capitaine), un chef d'équipe (sergent-chef CSO), un chef  opérations SNCO (sergent d'artillerie CSO) et un SNCO de communication. Chaque élément tactique se compose d'un chef d'élément (sergent-chef CSO), de trois opérateurs de compétences essentielles (sergent / caporal CSO) et d'un homme du rang spécialiste des opérations amphibies (SARC). L'organisation permet à une équipe de fonctionner seule si nécessaire, mais conserve la capacité de fonctionner dans le cadre d'une unité plus grande telle qu'un MSOC ou SOTF, semblable à l'ODA / B des forces spéciales de l'armée. 
Le premier déploiement de Marine Raiders a eu lieu en Afghanistan en 2007. Ce déploiement initial a été marqué par la controverse lorsque des éléments de la Fox Company, 2e MSOB ont été impliqués dans un incident de tir. L'incident, qui a fait au moins 19 morts parmi les civils, a impliqué une embuscade complexe par des insurgés, dont un suicide avec VBIED et des tirs d'armes légères. Il a été allégué que les opérateurs du MARSOC ont tué des civils tout en essayant de supprimer les points de tir ennemis. Les Marines ont été relevés de leur engagement opérationnell dans le pays et leur commandant a été démis de ses fonctions par un général de l'USSOCOM après que des allégations ont été faites selon lesquelles les Marines ont réagi de manière inappropriée et ont causé des pertes civiles excessives,. Les Marines ont plus tard été innocentés par un tribunal militaire. Peu de temps après un accord a été conclu pour envoyer le 2e MSOB dans la province de Helmand au lieu des provinces de l'est. Fin 2007, la 2e compagnie de la MSOB a été envoyée dans la province d'Helmand pour soutenir les opérations de l'OTAN. 

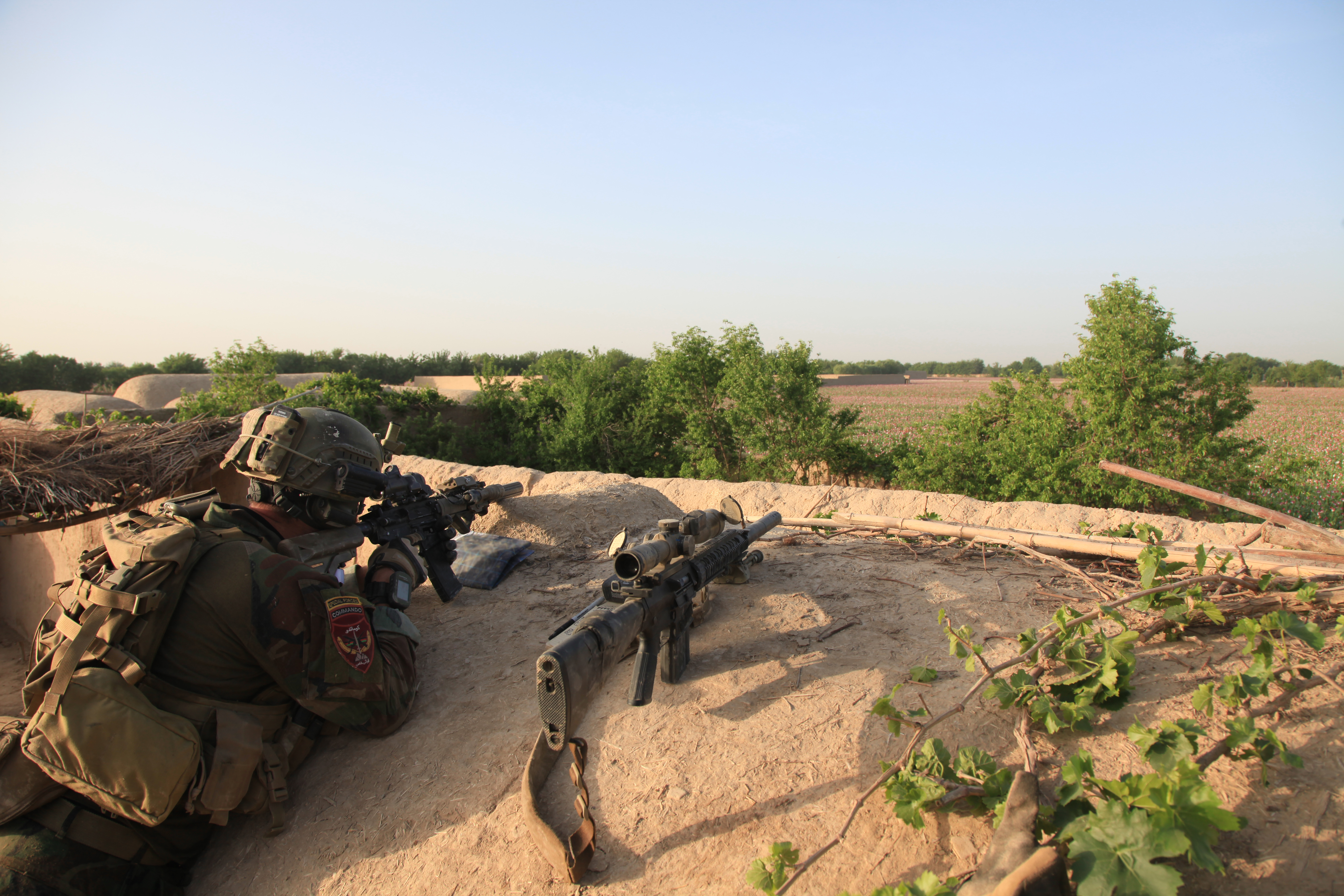
Un Marine Raider avec le 1er MSOB, affecté aux opérations spéciales Task Force-West attend en embuscade les insurgés lors d'une patrouille conjointe avec des commandos afghans dans la province de Helmand, 15 avril 2012.

En septembre 2009, le 1er MSOB est retourné en Afghanistan, cette fois au sein du commandement d'une force opérationnelle spéciale dans le nord-ouest du pays,. Le 10 novembre 2009, un Marine du 1er MSOB a reçu une Bronze Star avec un "V device" pour ses actions lors d'une bataille dans la province de Farah. Lorsque l'arme télécommandée de son véhicule a été détruite, il est monté sur le toit du véhicule pour tirer à la main avec son lance-grenades MK19, selon sa citation. Alors que les assauts ennemis continuaient, Price resta sur place, tenant la position pendant quatre heures et tuant de "nombreux" insurgés. 
À la suite de la prise de commandement du général Petraeus en Afghanistan en 2010, à l'appui du programme ALP / VSO (Police locale afghane / Opérations de stabilité villageoises), les SOF en Afghanistan ont été organisées en SOTF au niveau du bataillon (Special Operations Task Forces), chacun avec une zone géographique de responsabilité. Pour le MARSOC, c'était l'ouest de l'Afghanistan et la province de Helmand. En mars 2012, les Marine Raiders eurent plusieurs blessés au cours  d'attaques Green on Blue. Le 29 juillet 2012, une patrouille de commandos de l'armée afghane a été prise en embuscade par des insurgés depuis des bâtiments dans la province de Badghis, trois Afghans ont été blessés par des tirs d'armes légères, les sergents d'artillerie Jonathan Gifford du 2e MSOB et Daniel Price du 1er MSOB se sont précipités sur un véhicule tout-terrain pour récupérer les blessés sous le feu direct de l'ennemi. Après avoir évacué les blessés vers une HLZ (zone d'atterrissage d'hélicoptère) d'où ils ont été évacués en toute sécurité, ils sont retournés sur les lieux de l'embuscade et ont attaqué les positions ennemies dans un combat acharné. Tout en jetant des grenades dans la cheminée d'un bâtiment occupé par des insurgés, ils ont été frappés et tués par le feu d'une PKM. Pour ses actions ce jour-là, Price a reçu la Silver Star,. 
Les Marine Raiders ont été déployés pour soutenir la guerre mondiale contre le terrorisme en décembre 2013 aux côtés de la 26e Marine Expeditionary Unit (Special Operations Capable) avec laquelle ils ont mené diverses missions d'opérations spéciales, telles que de l'action directe, de la reconnaissance et d'autres types de missions.

### Marine Raider Regiment
En 2014, il a été annoncé que le Marine Special Operations Regiment et ses unités subordonnées seraient renommés Marine Raiders. Cependant, en raison de retards administratifs, le changement de nom n'est devenu officiel que le 19 juin 2015. 
Un Raider du 3e Marine Raider Battalion a reçu le Silver Star pour son action lors de l'attaque terroriste contre l'hôtel Radisson Blu à Bamako, au Mali, en novembre 2015. Le Raider a dirigé une équipe qui a secouru près de 150 personnes retenues en otage par des membres d'AQMI. 
Le Marine Corps Times a rapporté que lors de l'opération Inherent Resolve, des maraudeurs ont participé à la campagne pour libérer Mossoul en Irak de l'EI. Le 20 octobre 2016, après avoir essuyé des tirs d'armes légères, une équipe de Raiders du 2nd Marine Raider Battalion a décidé d'occuper un point entre deux villages contrôlés par l'ennemi, plus tard ils ont été attaqués par environ 25 militants et un engin explosif improvisé embarqué à bord d'un véhicule blindé . Un sergent-chef a engagé la force ennemie débarquée avec un fusil de précision, puis s'est exposé aux tirs ennemis en grimpant sur un véhicule pour utiliser le FGM-148 Javelin et finalement détruire le véhicule blindé chargé d'explosifs. Pour ses actions lors de l'engagement, le raider a reçu le Silver Star. Le 30 décembre 2016, un Marine du 2nd Raider Battalion a été blessé à la suite d'une action ennemie en Irak. 
Le Marine Corps Times a rapporté qu'en 2017, des Raiders ont aidé à libérer Marawi aux Philippines des militants d'ISIS-P. 
En février 2019, le Marine Corps Times a rapporté que depuis la formation de MARSOC 13 ans auparavant, l'unité avait effectué 300 déploiements opérationnels dans 13 pays, décerné plus de 300 récompenses de bravoure et que 43 Raiders, dont deux chiens de guerre, avaient été tués lors d'opérations de combat ou d'entraînement. 

## Missions

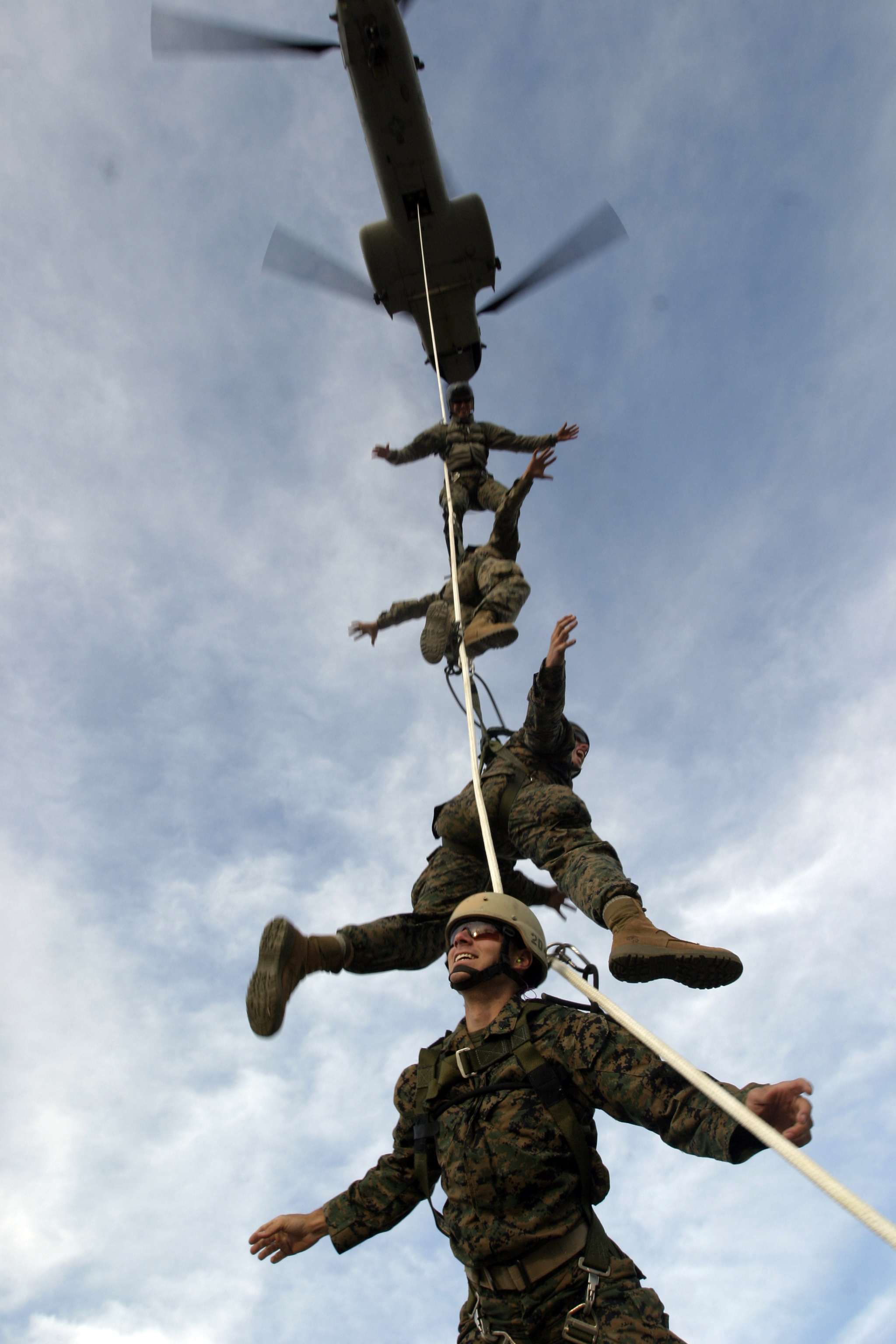
Les Marine Raiders du 1er Marine Raider Battalion sont soulevés du sol par un hélicoptère CH-46 Sea Knight lors d'un gréement d'insertion / extraction à usage spécial au Camp Margarita, Camp Pendleton.

La mission des Raiders Marines est de fournir des compétences de combat militaire sur mesure et des capacités d'opérations spéciales pour accomplir les missions d'opérations spéciales assignées par le Commandement des opérations spéciales des États-Unis (CDRUSSOCOM) et / ou les Commandants des forces géographiques (GCC) via le Commandement des opérations spéciales du théâtre. Les Marines et les marins du MARSOC forment, conseillent et aident également les forces amies des pays alliés (y compris les forces militaires et paramilitaires navales) pour leur permettre de soutenir la sécurité et la stabilité internes de leurs gouvernements, de contrer la subversion et de réduire le risque de violence de l'intérieur et les menaces externes. Les déploiements de Raider sont coordonnés par le MARSOC, via l'USSOCOM, conformément aux priorités d'engagement pour les opérations d'urgence à l'étranger. 

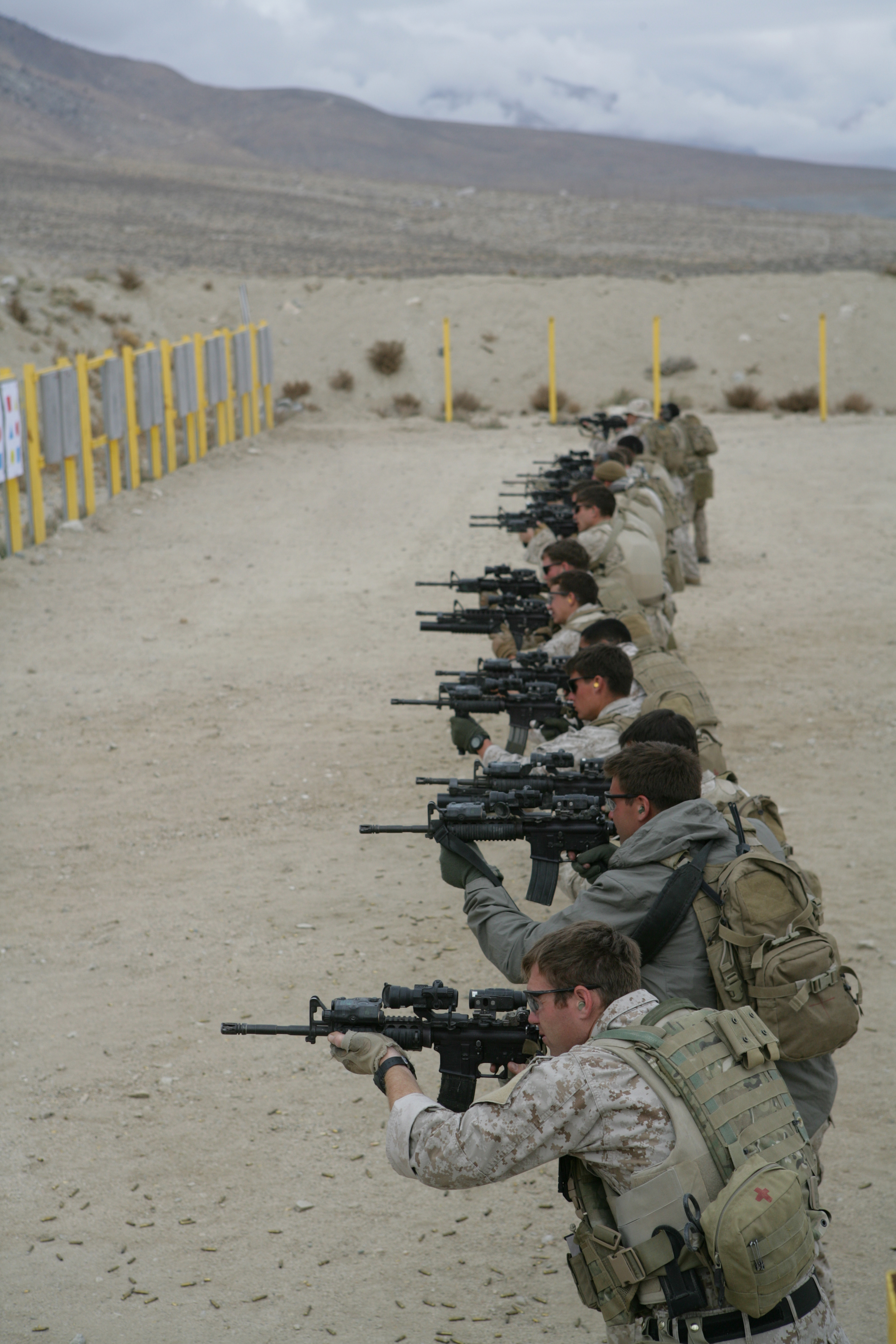
Les Marine Raiders tirent avec leurs carabines M4A1 lors des exercices CQB sur le champ de tir.

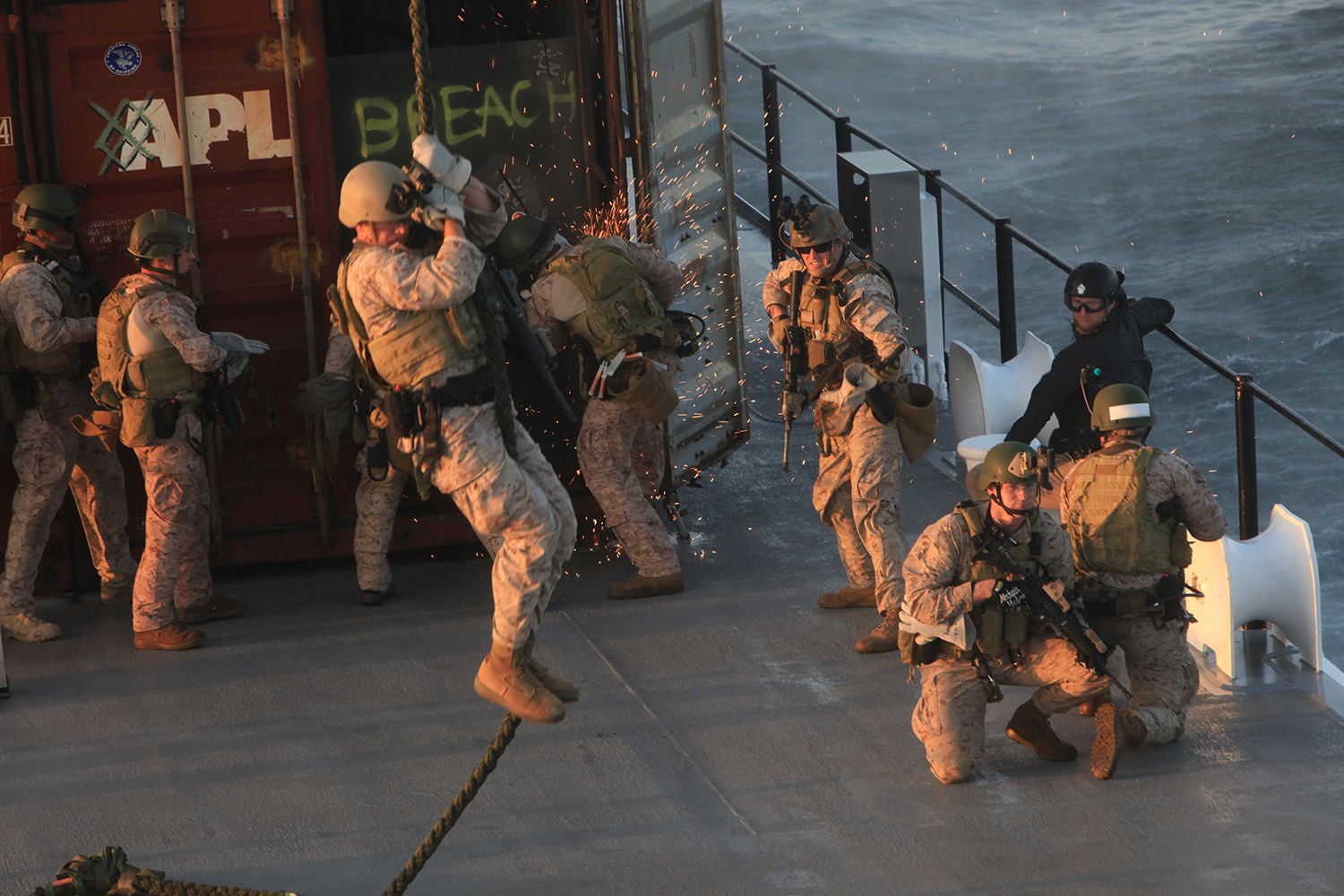
Marine Raiders avec le 1er Bataillon des opérations spéciales des marines en corde lisse à partir d'un hélicoptère CH-47 au cours de la visite, du conseil, de la recherche et de la saisie (VBSS) avec le 160e Régiment d'aviation des opérations spéciales près de Camp Pendleton, en Californie. Les Marines MARSOC s'entraînent intensivement sur les VBSS et les raids sur les plates-formes gazières et pétrolières.

## Entraînement

### Identification
La sélection du personnel adapté commence par un processus de sélection rigoureux conçu pour identifier les Marines jugés aptes à rejoindre le MARSOC. Les candidatures opérationnelles sont ouvertes aux hommes et aux femmes. Les Marines qui veulent servir de Raiders marines doivent d'abord participer à l'évaluation et à la sélection (A&S). Tous les Marines sont contrôlés pour s'assurer que les Marines rejoignant MARSOC répondent aux conditions préalables établies pour le service au sein du commandement. La sélection se déroule en trois étapes: la sélection sur dossiers, la sélection physique et une évaluation psychologique et médicale. 

### Évaluation et sélection[25]
Une fois qu'un marine est qualifié à travers le processus de sélection du recruteur MARSOC, il ou elle sera affecté au programme d'évaluation et de sélection (A&S). A&S est un défi mental et physique. Le programme se déroule trois fois par an dans un lieu non divulgué après le cours préparatoire et d'orientation de trois semaines d'évaluation et de sélection. 
Le cours A&S Phase 1 de trois semaines sert de précurseur au cours d’évaluation et de sélection (A&S) d’environ trois semaines et au cours de formation individuelle (ITC) de neuf mois, dans le but de préparer les candidats opérateurs de compétences critiques MARSOC. 
Outre l'entraînement physique, qui comprend la course à pied, la natation et la marche, le cours comprend un mélange d'enseignement en classe et d'application pratique des connaissances de base du Corps des Marines et des principes fondamentaux du MARSOC et des forces d'opérations spéciales. 
L'achèvement de la phase 1 d'A & S ne garantit pas la sélection. 

#### Phase 2

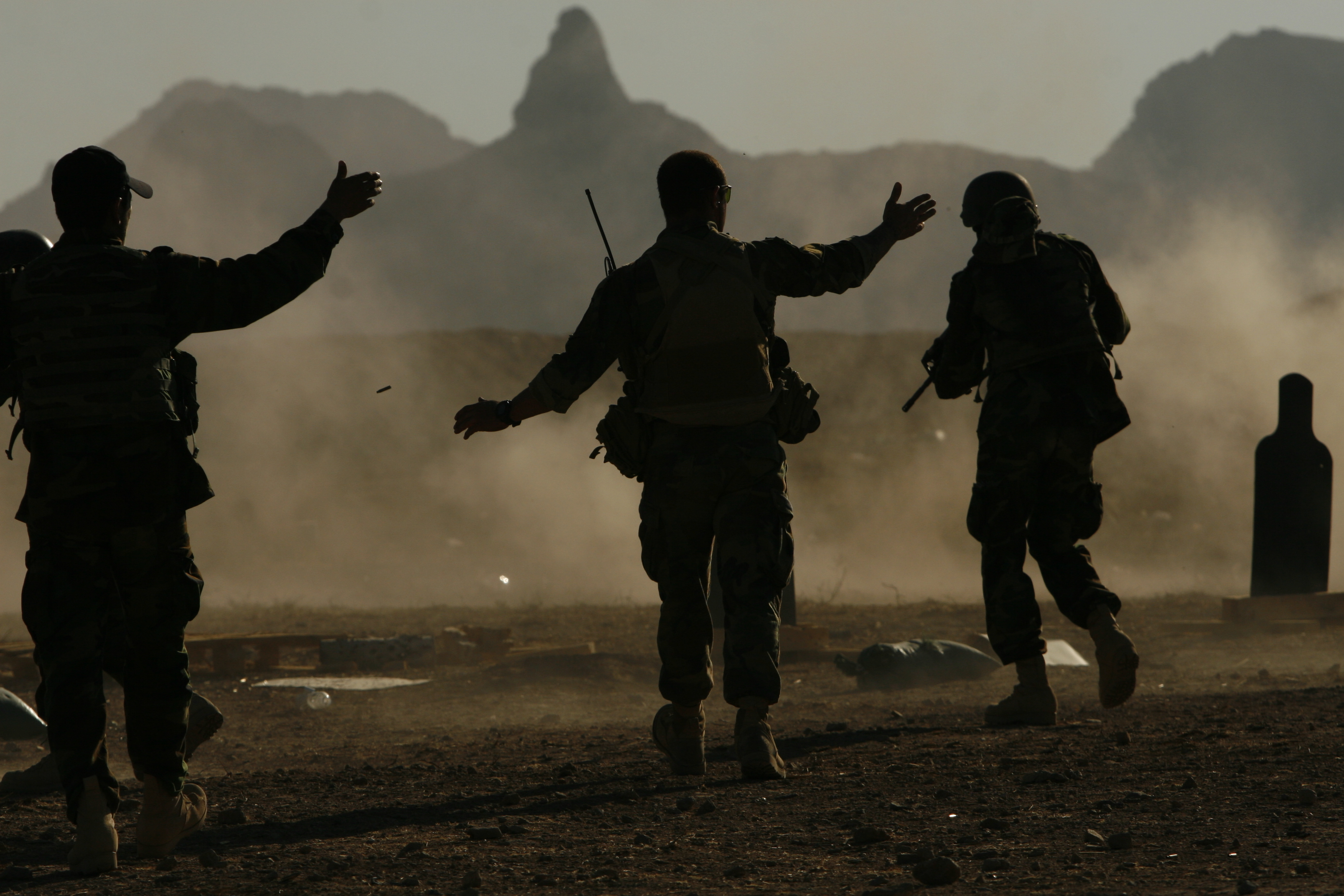
Un sergent avec une équipe d'opérations spéciales des marines exhorte les commandos de l'Armée nationale afghane à se déplacer ensemble lors d'un exercice sur un champ de tir à l'extérieur de leur complexe à Herat, Afghanistan 6 nov. Les membres du 9e Commando Kandak aux côtés de leurs homologues des Marines ont effectué un tir de familiarisation afin d'aiguiser la précision de leurs armes et leurs compétences en matière de sécurité.

A&S est une évaluation mentalement et physiquement difficile qui permet au MARSOC d'identifier les Marines qui ont des aptitudes compatibles avec les missions d'opérations spéciales et le mode de vie MARSOC. A&S est hautement compétitif. Le programme se déroule trois fois par an.

### Cours de formation individuel[24],[25]
Le cours de formation individuelle est un cours de neuf mois physiquement et mentalement stimulant conçu pour produire des opérateurs de compétences critiques qui peuvent opérer à travers le spectre des opérations spéciales en petites équipes dans des conditions spartiates. L'ITC utilise une approche modulaire; la rigueur de l'entraînement augmentera systématiquement pour imiter la complexité et les contraintes du combat. Pendant l'ITC, les stagiaires sont sous observation constante de la part des instructeurs ainsi que de leurs pairs. L'ITC se décompose en quatre phases de formation: 

#### Phase 1
La phase 1 forme et évalue les stagiaires dans les compétences de base requises pour tous les Raiders marines. La condition physique, la natation et le combat au corps à corps sont mis en valeur dans un programme conçu autour de l'endurance, de la forme physique et de l'entraînement amphibie. Ce programme d'entraînement physique se poursuivra tout au long du cours et a été conçu pour préparer les Marines aux exigences uniques des opérations spéciales. Compétences sur le terrain, notamment: orientation, patrouille, survie, évasion, résistance et évasion (SERE) et Tactical Combat Casualty Care (TCCC). La planification de la mission, la formation au tir et les transmissions complètent la première phase. 

#### Phase 2
La phase 2 s'appuie sur la phase 1, la phase suivante enseigne la planification de mission, la formation d'appui-feu, les opérations de petits bateaux et la natation de reconnaissance, les démolitions, la photographie et la collecte / la communication d'informations et les armes collectives par l'équipage. Un exercice de neuf jours, "Opération Raider Spirit", est organisé pour évaluer les candidats aux opérations de patrouille et de combat. À la suite de cela, les stagiaires apprennent des compétences de reconnaissance spéciale sur un cours de trois semaines. La fin de la phase 2 est un exercice, «Opération Stingray Fury», qui teste les stagiaires en reconnaissance urbaine et rurale. 

#### Phase 3
La phase 3 se concentre sur les opérations de combat rapproché (CQB), la phase 3 de l'ITC forme l'élève à des niveaux élevés de maîtrise du tir au fusil et au pistolet (tir de combat), de la tactique CQB, des techniques et procédures, des démolitions et des ensembles de compétences de combat urbain utilisés par une équipe d'opérations spéciales marines de première ligne (MSOT). La phase 3, qui dure 5 semaines, se termine par une série de raids simulés contre des cibles urbaines et rurales dans un exercice appelé "Opération Guile Strike". 

#### Phase 4
Dans la phase finale, les étudiants recevront des instructions sur les opérations de guerre irrégulière. Le cours culmine avec "l'Opération Derna Bridge". Derna Bridge exigera du stagiaire qu'il utilise toutes les compétences maîtrisées tout au long du cours tout en s'entraînant, en conseillant et en opérant avec une nation partenaire / une force irrégulière. Les Marine Raiders nouvellement diplômés seront affectés à l'un des trois Marine Raider Battalions. 

### Formation linguistique
Tous les Raiders marins doivent suivre une formation linguistique continue. Cependant, en fonction de leurs capacités, certains Marines seront sélectionnés pour une formation linguistique de suivi dans un cours de linguistique avancée. 

### Entraînement avancé

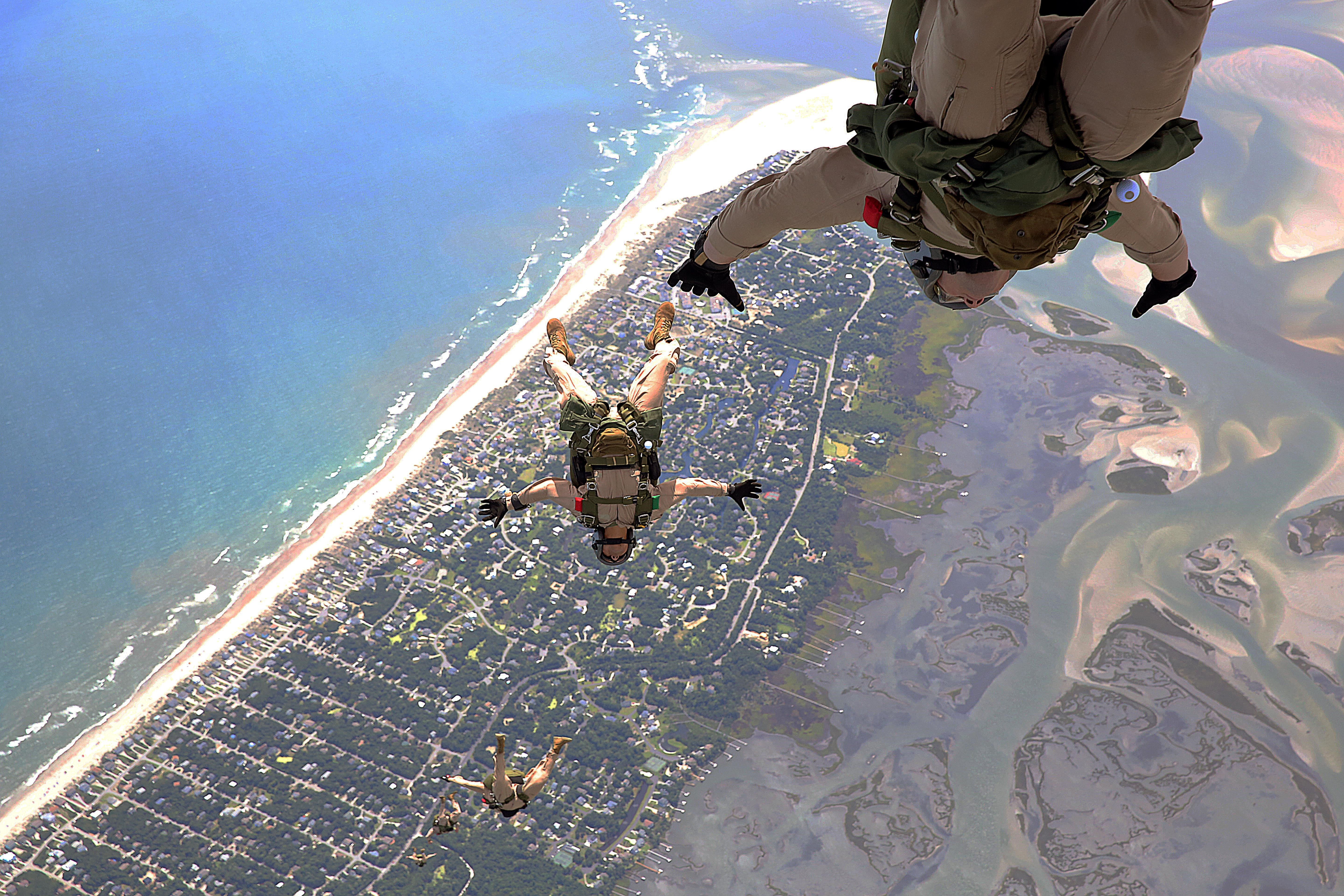
Camp Lejeune, NC - Marine Raiders chute libre lors d'un exercice d'entraînement à haute altitude basse ouverture (HALO) sur un aérodrome en Caroline du Nord, 8 juillet 2013.

La formation des Marine Raiders ne se termine pas avec l'ITC. Les Marines continueront de s'entraîner dans leur bataillon assigné pendant encore 18 mois. En outre, le MSOS propose des cours de niveau avancé dans un certain nombre de domaines: reconnaissance spéciale, corps-à-corps, tireur d'élite, ouverture de portes et emploi d'armes.  
MSOS et formations avancées: 
- Cours avancé de linguiste (ALC)
- Cours avancé de tireur d'élite MARSOF (MASC)
- MARSOF Close Quarters Battle Level II (MCQBL2)
- Cours de surveillance technique maritime (MTSC)
- Cours MARSOF Dynamic Entry Level II (MDEL2)
- Exploitation d'acquisition tactique (SR niveau II)
- Lieu de suivi du marquage des forces hostiles (HFTTL)
- Formation de suspension de corde depuis un hélicoptère (RHST)
- EOD avancé
- Contrôle des feux (JTAC)
- Opérateur de système d'aéronef sans pilote (UAS)
- Guerre de montagne avancée
- Compétences avancées en conduite
- Survivre, échapper, résister et s'échapper (SERE)

Les Raiders des Marines suivent aussi des formations à l'US Air Airborne School et au USMC Combatant Diver Course .

## Culture populaire
- Des Marine Raiders apparaissent dans le jeu vidéo Call of Duty: Modern Warfare de 2019.

## Voir également